# Верин (археологический памятник)
Вери́н (укр. Веринь) — археологический памятник в окрестностях одноимённого села Стрыйского района Львовской области Украины.

## Общие сведения
Археологический памятник Верин включает в себя группу древних, преимущественно многослойных стоянок. По времени они относятся к периоду от эпохи мезолита до Древней Руси включительно. Местом расположения являются окрестности украинского села Верин в Николаевском районе Львовской области.

## Верин V
Самой известной из группы стоянок является, так называемая, Верин V. Это стоянка эпохи позднего мезолита. Её изучение проходило в 1986-98 годах. Было собрано более 3 тысяч артефактов, преимущественно изделий из камня. Особенностью находок является наличие трапециевидных микролитов. Среди обнаруженного имеется большой процент скребков, в то время как резцы представлены в заметно меньшем количестве. Найдены также топоры трапециевидной формы.